# Fleuret (outil)
Pour les articles homonymes, voir Fleuret (homonymie).
Le fleuret est un outil adaptable sur les perforatrices par percussion et les marteaux pneumatiques, consistant généralement en une tige en acier creuse avec un taillant à son extrémité.
Il existe plusieurs types de fleurets pour forer dans la roche, à savoir :

## Fleuret monobloc
Le fleuret monobloc (Plug Hole Rod ou Monoblockbohrer) est utilisé pour forer des trous de petits diamètres, avec des outils de forage à marteau haut, de faible force tels que les foreuses sur pied ou les foreuses portables. Les tiges sont généralement hexagonales avec des taillants intégrés en forme de croix ou plats. Le fleuret a une longueur de 60 cm à 1 mètre.

## Fleuret conique
Le fleuret conique (Konusstange) est utilisé pour forer des trous de petit diamètre avec des outils de forage à marteau haut. L'embout de ces tiges est généralement hexagonal pour permettre l'emboitement de taillants coniques, en croix, à boutons ou bilames.